# 皎梅
皎梅（緬甸語： [tɕaʊʔ mɛ́ mjo̰]），另译皎脉，旧译叫脉、乔梅等，是缅甸掸邦北部的一个镇。其位于曼德勒 - 臘戍公路沿线上，在彬乌伦、瑙丘之后，昔卜之前，属于亚洲公路14号线（AH14）的一部分。该镇也与瑞丽江河谷的孟密、抹谷及其红宝石矿山相连。乘坐曼德勒至臘戍铁路线的火车可以抵达该镇。

## 历史
第二次世界大战期间，美國陸軍航空軍第十航空隊的B-25米切尔型轰炸机和P-47戰鬥機于1944年10月至1945年3月间对皎梅火车站、铁道车辆、轨道和道路以及该地区的日军集中地进行了戰略轟炸。
1945年2月12日，丹尼尔·伊苏姆·苏丹指挥的北部战区司令部（NCAC）英国和美国部队向南朝着腊戍和乔梅方向推进，但在瑞丽江附近与敌军爆发激烈冲突而停止了行军。1945年3月31日，中国驻印军第50师（被编入新六军）与英国第36步兵师占领乔梅，中国驻印军在缅北的作战任务至此胜利完成。

## 经济
英屬緬甸时期以来，皎梅是产自东本的茶叶沙拉的主要贸易中心，皎梅四周的山区居住着德昂族人。
中国在皎梅建有皎梅水电站。

## 卫生
疟疾是该地区的地方病，自20世纪50年代以来，世界卫生组织一直关心着对于病情的控制。皎梅和瑙丘的育龄妇女（15至49岁）已成为与日本方面有合作、致力于生殖健康的社区服务关怀的对象。研究任务于2004年6月开始，项目于2005年1月至2009年12月期间进行。

## 政治
北掸邦军第三旅一直活跃在孟密、皎脉、昔卜、南渡和腊戍。它在1989年已与缅甸军政府（恢委会）签署停火协议，其活动受到严格限制。
2007年緬甸反軍政府示威期间，皎梅的37名僧侣于2007年9月24日举行了和平抗议游行，当天的活动没有受到当局的干涉，但在第二天却被阻止进行重复的抗议活动。